# Farmakonisi
Farmakonisi ou Pharmakonisi (en grec moderne : Φαρμακονήσι ; en français : Pharmacuse) est une petite île de la mer Égée située dans le Dodécanèse et rattachée à l'île de Léros située à environ 25 km.

## Géographie
Farmakonisi est localisé à 20 km de Lipsi et à 15 km au large des côtes de la Turquie. Il s'étend sur 4 km de longueur et 1 km de largeur maximales pour une surface d'environ 3,866 km2.
L'île est desservie par des navettes depuis Leros.

## Histoire
L'histoire de Farmakonisi est celle du Dodécanèse ; les périodes de peuplement et de désertification alternent selon les aléas de l'évolution climatique et historique, l'île étant périodiquement dépeuplée tantôt par les sécheresses, tantôt par les raids de pirates ou de guerriers en quête d'esclaves[réf. nécessaire].
Dans la lutte qui opposa Sylla à Caius Marius, Jules César, neveu de ce dernier, est pourchassé par Sylla et se réfugie auprès de Nicomède IV, roi de Bithynie. Plutarque raconte qu'en entrant en Asie mineure, le jeune César aurait été fait prisonnier sur l'île durant trente-huit jours par des pirates. Nullement impressionné, il exige d'eux de doubler le montant de sa rançon en considération de son rang, et leur déclare aussi qu'une fois libéré il les exécutera,. La rançon versée, et une fois libéré, Jules César arme une flotte, capture les pirates et emprisonne une partie de la troupe à Pergame. Ensuite, il va voir Marcus Junctus, le gouverneur d'Asie, qui refuse de les tuer, louchant sur leurs richesses. César furieux retourne à  Pergame et tient sa promesse en les crucifiant. Suétone relate la même anecdote mais il omet le détail de l'évaluation de la rançon, et pour mettre en évidence la « mansuétude » de César, précise qu'il les fait égorger avant de les crucifier.

## Culture
Le nom de l'île, recouverte d'herbes aromatiques, se compose de Φαρμακο - Pharmako, signifiant « remède/poison/charme » (selon les doses) et de νήσι - nêsi, signifiant « île ».

## Crise des réfugiés
Depuis 2013, de nombreux réfugiés s'y entassent dans des conditions précaires. Leur traversée depuis les côtes de la Turquie, situées à environ 15 km, a coûté la vie à un grand nombre d'entre eux, les embarcations ayant chaviré. En septembre 2015, l'agence de presse ANA annonçait trente-quatre morts.